# Povoado fortificado do Cerro das Alminhas
O Povoado fortificado do Cerro das Alminhas é um sítio arqueológico da Idade do Ferro, situado na freguesia de São Martinho das Amoreiras, no concelho de Odemira, na região do Alentejo, em Portugal. Destaca-se principalmente por ser um dos poucos exemplos em território nacional de muralhas com veios de material vitrificado, o que é prova de que os construtores originais tentaram fundir os blocos para os unir, um método complicado que exigia altas temperaturas.

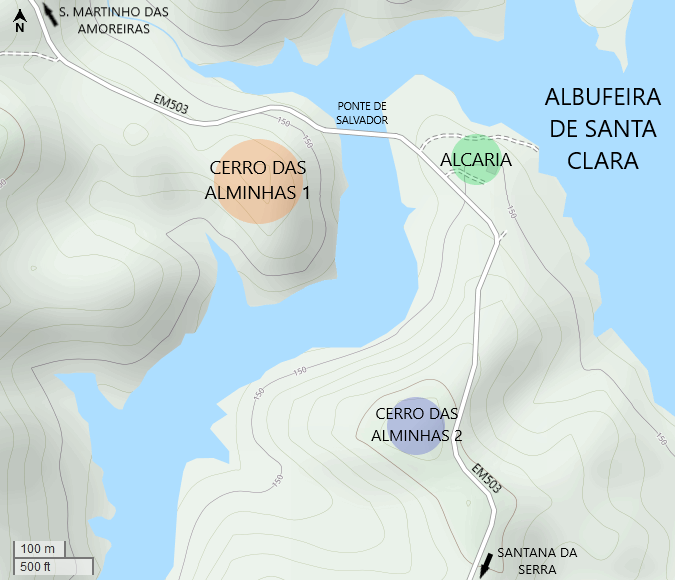
Mapa de localização do Cerro das Alminhas, estando igualmente demarcados os sítios do Cerro das Alminhas 2 e de Alcaria.

## Descrição e história
O sítio arqueológico corresponde a um castro dos finais da Idade do Bronze, situado numa colina perto da albufeira da Barragem de Santa Clara, no Rio Mira. A Norte da colina passa a Estrada Municipal 503, que cruza o rio numa ponte. Originalmente a colina tinha um maior impacto na paisagem por se situar a cerca de 90 m de altitude em relação ao vale do Rio Mira, tendo o nível das águas subido cerca de 30 m devido à construção da barragem. Este cerro apresentava boas condições naturais de defesa, formando um esporão a grande altitude sobre o vale, e parcialmente fechado por córregos profundos, deixando apenas um estreito corredor como acesso. Desta forma, segue a tipologia comum dos povoados de altura proto-históricos, que eram normalmente implementados em locais isolados e de fácil defesa.
No local foram identificados os vestígios de um lanço de muralha, nas vertentes ocidental e Norte, e de uma plataforma de ocupação em forma aproximada de L. Este terraço tem uma planta semicircular, com cerca de 500 m², e está construído sobre um talude artificial. A construção dos terraços artificiais está principalmente associada aos povoados de altura durante a Idade do Bronze, tendo sido encontrado um outro exemplo no concelho de Odemira, no Cerro do Castelo de Vale de Feixe. Este tipo de estruturas serviam para criar plataformas de ocupação nas vertentes, e podiam também funcionar como defesas, servindo por exemplo como bastiões que complementavam as muralhas. Com efeito, no caso do Cerro das Alminhas teria provavelmente um função defensiva, devido à sua localização estratégica, no único ponto de acesso fácil ao cerro, além que permitiria aumentar o desnível natural da vertente. Porém, não encerra completamente esta entrada, embora o terraço poderá ter sido originalmente de maiores dimensões. Uma das particularidades deste terraço artificial é a existência de veios de pedras vetrificadas, o que é o resultado de um processo deliberado de fusão das argilas e dos blocos de pedra, de forma a cimentá-los juntos. Este método consistia na aplicação de toros ou traves em combustão nas estruturas de pedra, num ambiente redutor sem oxigénio, gerando temperaturas acima de 800 a 900° C, que poderiam ter atingido os 1200° C através de reacções químicas, como a exalação e a combustão de álcool e hidrogénio. Este método de construção das muralhas é muito raro em Portugal, tendo sido encontrados apenas alguns exemplos, no Povoado dos Castelos de Monte Novo, situado no concelho de Évora, no Passo Alto, em Vila Verde de Ficalho, e no Castelo Velho de Safara, em Moura.
Destaca-se igualmente a presença de várias pedras-pomes, que também resultam da intensa aplicação de calor, e que devido à sua utilidade terão sido ao longo da história recolhidos pelos habitantes das redondezas, contribuindo para a desmontagem das antigas estruturas. No topo da plataforma artificial foram encontrados alinhamentos de lajes fixadas, possivelmente bases para as paredes das cabanas. Na vertente Sudeste também foi encontrado um corte no afloramento rochoso, que poderia ter estado ligado à povoação fortificada. Uma vez que não foram encontrados indícios de estruturas defensivas rodeando completamente o antigo recinto, o sítio arqueológico não pode ser integrado na tipologia comum dos povoados fortificados, embora o resto das muralhas possam ter sido originalmente compostas por materiais perecíveis, como uma paliçada em madeira.
Além dos vestígios de estruturas, foi descoberto um conjunto de espólio na vertente Sul da colina, e que inclui mós, seixos, clastos em quartzo e quartzito, e algumas peças de cerâmica. Estas mós foram fabricadas com sienito da Serra de Monchique, o que pode provar a existência de uma rede de abastecimento, que operava a nível regional. Quanto à cerâmica, esta era muito simples e primitiva, sem elementos decorativos, e fabricada localmente. As formas e os métodos de fabrico das peças de cerâmica são semelhantes a outros materiais encontrados no Sudoeste da Península Ibérica em sítios dos finais da Idade do Bronze pré-colonial, correspondendo a uma época entre 1200 e 900 a.C., pelo que a povoação poderá ser uma das mais antigas na Península Ibérica onde se constata a presença da vitrificação como método de construção. O local foi alvo de trabalhos arqueológicos em 1998, 2001 e 2004.
Na margem oposta do Rio Mira, no concelho de Ourique, foram identificados outros dois pontos de interesse arqueológico, incluindo um possível povoado da Idade do Bronze, e um conjunto de fragmentos de cerâmica no topo de uma colina de período indeterminado, embora uma das peças poderá datar da época neo-calcolítica. A cerca de cinco quilómetros de distância encontra-se um outro importante sítio arqueológico, o Castro da Cola.